# Sierakowo (Police)
Sierakowo (deutsch Charlottenhof) ist ein Dorf in der polnischen Woiwodschaft Westpommern. Das Dorf bildet einen Teil der Gmina Police (Stadt- und Landgemeinde Pölitz) im Powiat Policki (Pölitzer Kreis). Sierakowo liegt etwa 12 km nordwestlich von Stettin (Szczecin) und etwa 6 km südwestlich von Police (Pölitz).

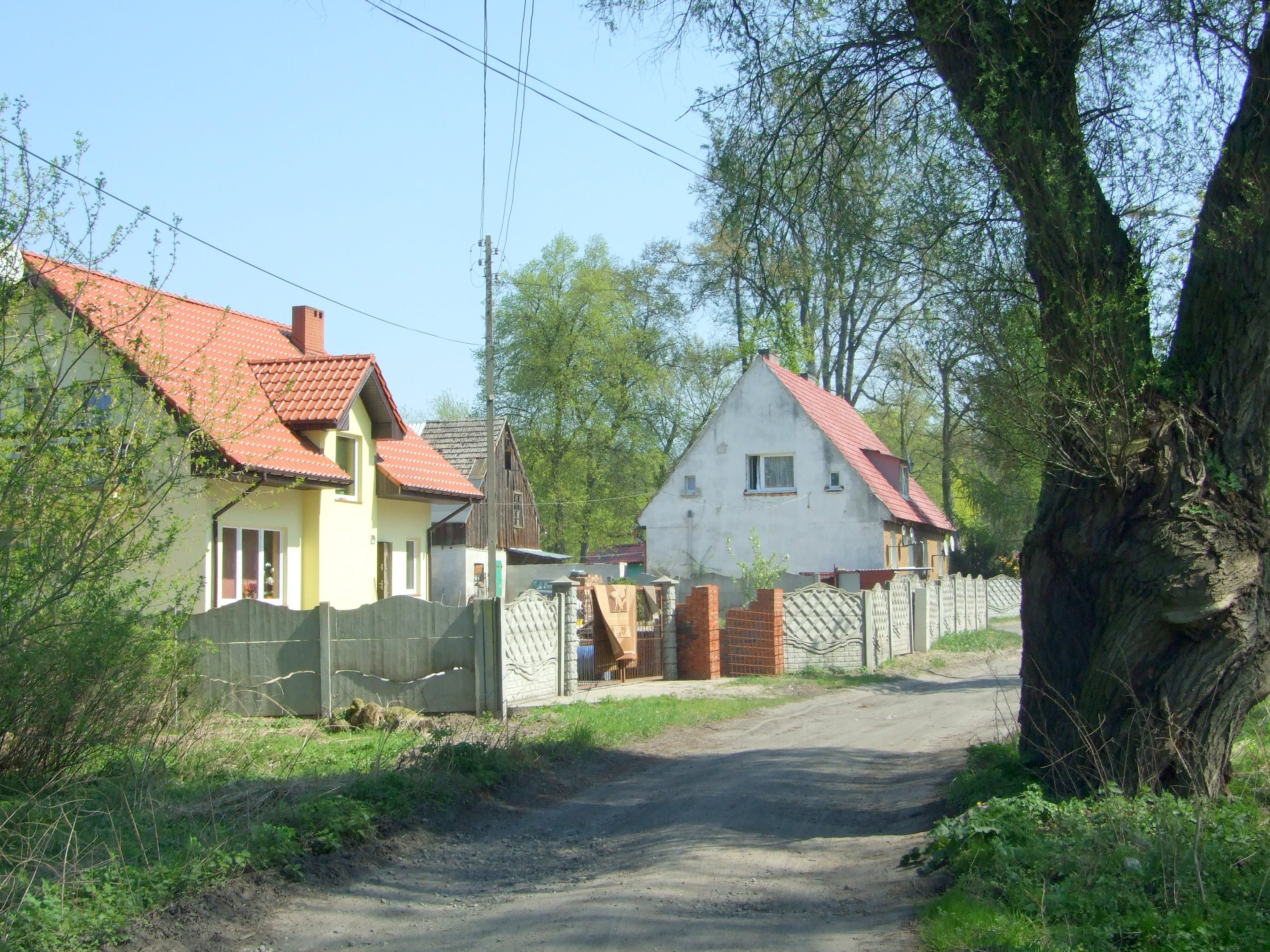
Dorfstraße